# United Flow
United Flow byl název mistrovství České republiky ve street battle a break dance pořádaný organizací CDO a tanečním studiem B-Fresh. 30.1.2011 se konal vůbec první ročník této soutěže, kdy v hlavní věkové kategorii kategorii street battle crew vs. crew vyhráli Dynamic Dancers.. V roce 2013 bylo United Flow jakožto MČR ve street battle a break dance nahrazeno soutěží s názvem Take the Lead. Změnila se i organizace, kterou provádí taneční studio Beat Up.

## Výsledky 2012

### Team - HVK[3]
1. KUŠ CREW (B-Fresh)
2. Krew Crew (Magic Free Group)
3. The kořen (Dynamic)
4. Dynamic Flow (Dynamic)

### Muži - HVK solo[4]
1. Ondřej Švec (Dynamic)
2. Patrik Kejík (Magic Free Group)
3. Dominik Hašek (B-Fresh)
4. Daniel Halíř

### Ženy - HVK solo[5]
1. Lucia Krausová (Dynamic)
2. Veronika Dedíková (B-Fresh)
3. Andrea Vašíčková (Magic Free Group)
4. Kateřina Sehnalová (B-Fresh)